# 岩﨑大
岩﨑 大（いわさき だい、1977年7月2日 - ）は東京都出身の日本の俳優。本名同じ。劇団スタジオライフの看板俳優。物静かな役から突飛な役から悪役までこなす名バイプレイヤー。

## 人物
男所帯の劇団スタジオライフの中でも、わりときれい好き。
好きなテレビ番組は『笑点』で、子供の頃から観ている。
好きなディズニーアニメは『ナイトメアビフォアクリスマス』。
姉と兄がいる。昆虫の観察が好き。
2013年4月、共演者 豊口めぐみから「イケメンねぇさん」というキャッチフレーズを付けられた。

## 来歴
- 1998年5月、劇団スタジオライフに入団。3期生。（劇団内では "junior3" と呼ばれている世代）[6]

## 主な出演歴

### 舞台
- 「WHITE」ウエストエンドスタジオ（1998年9月）
- 「ヴァンパイア・レジェンド」（1998年11月、東京芸術劇場小ホール2）
- 「死の泉」（1999年7月、青山円形劇場）
- 「桜の園」（1999年12月、ウエストエンドスタジオ）
- 「トーマの心臓」（1999年4月、シアターサンモール）
- 「トーマの心臓」「訪問者」（2000年12月、シアターサンモール）
- 「DRACURA」（2000年4月、シアタートラム）
- 「黒いチューリップ」（2000年7月、東京芸術劇場小ホール2）
- 「WHITE 2000」（2000年10月、恵比寿エコー劇場）
- 「死の泉」再演（2001年5月、シアターアブル 他）
- 「Sons」（2001年10月、シアターサンモール）
- 「月の子」（2002年2月、アートスフィア 他）
- 「トーマの心臓」（2003年2月、アートスフィア 他）
- 「OZ」（2003年6月、シアターサンモール）
- 「ドリアン・グレイの肖像」(2004年）
- 「MOON CHILD〜月の子〜」（2004年3月、アートスフィア 他）
- 「パサジェルカ　女船客〜秘した過去が手招く旅路〜」（2004年12月、シアター1010）
- 「OZ〜オズ〜」（2005年3月、アートスフィア 他）
- 「メッシュ」（2005年6月、シアターサンモール）
- 「白夜行 第2部」（2005年12月、シアター1010 他）
- 「トーマの心臓」（2006年6月、紀伊國屋ホール 他）
- 「真夏の夜の夢」（2006年9月、シアターサンモール）[7]
- 「DAISY PULLS IT OFF」シアターサンモール（2007年2月）[8]
- 「Romeo&Juliet」（2007年10月、紀伊國屋ホール）[9]
- The Other Life Vol.7「孤独のミューズたち」両国シアターX（2007年7月）[10]
- 「夏の夜の夢」（2008年4月、シアターサンモール 他）[11]
- 「マージナル」（2008年8月、紀伊國屋ホール）[12]
- 「LILIES（リリーズ）」（2009年6月、紀伊國屋ホール） - シモン 役
- 「トーマの心臓」「訪問者」 連鎖公演（2010年2月、紀伊國屋ホール 他）[13][14]
- 「じゃじゃ馬ならし」（2010年7月、銀座博品館劇場 他）[15]
- 「夏の夜の夢」「十二夜」（2011年11月、紀伊國屋ホール 他）[16]
- 「天守物語」（2012年6月、紀伊國屋ホール 他）[17]
- 「PHANTOM 語られざりし物語 The Kiss of Christine」（2012年10月、シアターサンモール）[18]
- 音楽劇「アルセーヌ・ルパン カリオストロ伯爵夫人」（2013年7月、シアターサンモール） - ラウール・ダンドレジー（アルセーヌ・ルパン） 役（トリプルキャスト）
- 「トーマの心臓」（2014年5月 - 7月、紀伊國屋ホール 他） - オスカー 役（ダブルキャスト）
- 「DAISY PULLS IT OFF」（2016年12月、シアターサンモール） - シビル・バーリントン 役（ダブルキャスト）
- 「エッグ・スタンド」（2017年3月、シアターサンモール 他） - マルシャン 役（ダブルキャスト）
- 「THE SMALL POPPIES」（2017年6月 - 7月、シアターサンモール）クリント 役（ダブルキャスト）
- 「はみだしっ子」（2017年10月 - 11月、東京芸術劇場シアターウエスト） - グレアム 役（トリプルキャスト）
- 「アンナ・カレーニナ」（2018年5月 - 6月、あうるすぽっと） - アンナ・カレーニナ（カレーニン夫人） 役（ダブルキャスト）
- 「はみだしっ子～in their journey through life～」（2018年10月 - 11月、シアターサンモール 他） - グレアム 役（トリプルキャスト）

（以上スタジオライフ公演）
- パルコ・リコモーション提携公演『人間風車』
- ミュージカル『FUTARI -ふたり-』（2003年8月18日 - 27日、全労済ホール スペース・ゼロ）
- 『わかば』明治座
- NARUTOイリュージョン委員会『忍者イリュージョン－NARUTO－ナルト』
- 劇団たいしゅう小説家『無敵な男達』
- ミュージカル『あらしのよるに』青山劇場（2007年夏） - ギロ 役
- 第2弾 好色必殺時代劇版ミュージカル

『URASUJI★幕末編〜みだれ〜』 - カンジ 役
『URASUJI・再演』+surprise LIVE - カンジ 役
敦×杏子プロデュース URASUJI・III　寵愛-大陸編-（2009年1月、下北沢ザ・スズナリ） - カンジ 役
- テレビ東京・Studio Life・銀河劇場プロデュース公演『カリフォルニア物語』（2008年2月 - 3月、天王洲銀河劇場）[19] - ヒース 役[20]
- 東宝演劇『月の輝く夜に』（2008年11月、ルテアトル銀座） - ロニー 役
- フジテレビジョン・スタジオライフ・銀河劇場プロデュース『フルーツバスケット』（2009年2月、天王洲銀河劇場）[21] - 草摩夾 役
- カムカムミニキーナ公演『アザラシ』（2009年5月、シアター1010 他） - カラス 役
- D☆D 『美しき背徳 Beautiful Magic』（2009年9月 - 10月,博品館劇場） - 加賀美悠平 役
- abc★青山ボーイズキャバレー 〜ぶっ壊せ!〜（2009年10月21日 - 22日、青山円形劇場） - ゲスト出演
- good morning N°5『君、生きてる意味を知りたがることなかれ!』（2009年12月、下北沢 OFF OFFシアター） - 大阪弁のキザ男 / 白馬 / 同級生に好意を持つ中学生 / 居酒屋での岩﨑大 / 近藤真彦似だと思ってる人 / 人魚 / 子供 / 演劇を勉強中の者 / 黒子 役
- 『ミュージカル黒執事－The Most Beautiful DEATH in The World - 千の魂と墜ちた死神』（2010年5月、赤坂ACTシアター 他） - バルドロイ 役
- abc★赤坂ボーイズキャバレー 〜心ごと脱げ!〜（2010年8月、赤坂ACTシアター/ 2010年9月、大阪サンケイホールブリーゼ） - 愛川恵一 役
- good morning N°5『祝・絶望!!』
- 夜想曲（ノクターン）『GOLD』
- 『新春戦国鍋祭〜あんまり近づきすぎると斬られちゃうよ〜』（2011年1月、池袋サンシャイン劇場） - 織田信長 役
- 『社長、絶体絶命ですっ!』（2011年2月、恵比寿・エコー劇場）[22]
- abc★赤坂ボーイズキャバレー Spin Off「ゲネプロ！」〜自分に喝を入れて勝つ!〜 銀座博品館劇場（2011年3月2日 - 6日） - 愛川恵一 役
- 『ガブリエル・シャネル』（松竹・日生劇場）
- 『ミュージカル 嵐が丘』（2011年7月、赤坂ACTシアター 他） - ヒンドリー 役
- abc★赤坂ボーイズキャバレー 2回表〜自分に喝を入れて勝つ!〜（2011年8月、赤坂ACTシアター/2011年9月、大阪シアターBRAVA!） - 愛川恵一 役
- 『大江戸鍋祭〜あんまりはしゃぎ過ぎると討たれちゃうよ〜』（2011年12月、明治座 他） - 吉良上野介 役
- T1project 大改訂版『シーチキンサンライズ』[23]（2012年3月、中野ザ・ポケット） - 主演 リョウ 役
- る・ひまわり『ロミオとジュリエットとハムレット』（2012年5月、博品館劇場）[24]
- 『裏切りは僕の名前を知っているVol.2 -許されざる望みの彼方へ-』（2012年7月 - 8月、前進座劇場） - カデンツァ 役
- abc★赤坂ボーイズキャバレー 3回表〜自分に喝を入れて勝つ!〜（2012年8月、赤坂ACTシアター/8月 - 9月、大阪シアターBRAVA!） - 愛川恵一 役
- 『裏切りは僕の名前を知っているVol.3 -深紅にとけゆく想いの果てに-』（2012年11月、シアター1010） - カデンツァ 役
- 『ドリームジャンボ宝ぶね〜けっしてお咎（とが）め下さいますな〜』（2013年1月、青山劇場/大阪梅田芸術劇場） - 毛利元徳 役
- 『さよならジョバンニ』（2013年2月 - 3月、シアターサンモール）- お父さん / 銀河鉄道車掌 役
- 東京ジャンケン『あなたに会えてよかった~Communicating Doors~』（2013年5月、中野ザ・ポケット） - ジュリアン 役
- 大和三銃士（演出：きだつよし、2013年10月3日 - 27日、新橋演舞場）
- 美内すずえ×ガラスの仮面 劇場 劇団つきかげ『女海賊ビアンカ』（2013年11月27日 - 12月1日、東京:AiiA Theater Tokyo/2014年4月19日・20日、大阪:森ノ宮ピロティホール） - ビセンテ 役
- 『一郎ちゃんがいく。』（脚本・演出：わかぎゑふ、2014年1月22日 - 30日、東京:青山円形劇場/3月5日 - 9日、大阪:近鉄アート館）
- TOKYO七福神GEKIJO『SHUNPU Gaiden〜春風外伝〜』（2014年3月20日 - 23日、博品館劇場）
- 敦-杏子(TON-ANZU)プロデュース URASUJI2015『綱渡り』（2015年1月28日 - 2月8日、ザ・スズナリ）
- ゆらり2015（2015年6月12日 - 21日、中目黒キンケロ・シアター）
- 東京ジャンケン 第5回公演「おかしな二人＜女性版＞」（2015年9月10日 - 13日、シアターサンモール）
- Yプロジェクト霜月公演『幕末異聞 人斬りの恋』（2016年5月19日 - 22日、渋谷区文化総合センター大和田・伝承ホール）
- 《ヤマガヲク》produce 第1回公演『黄昏ワルツ』～吹き飛ばされそなダンボール三つ～（2016年6月23日 - 27日、ウエストエンドスタジオ）
- はっぴぃはっぴぃどりーみんぐ第11回公演『大正浪漫探偵譚-君影草の設計書-』（2016年7月6日 - 10日、東京芸術劇場 シアターウエスト） - 川井西次 役
- 超歌劇『幕末Rock』黒船来航（2016年8月20日 - 21日、京都劇場／9月3日 - 9月9日、EX THEATER ROPPONGI） - 勝海舟 役
- 超歌劇『幕末Rock』絶叫！熱狂！雷舞（クライマックスライブ）（2017年11月24日 - 11月26日、大阪メルパルクホール／11月29日 - 12月3日、AiiA 2.5 Theater Tokyo） - 勝海舟 役
- 敦-杏子(TON-ANZU)プロデュース URASUJI 2017『ちんもく』（2017年12月18日 - 28日（16日･17日中止）、ザ・スズナリ）
- 岩崎大20周年企画supported by 東京ジャンケンbastidores -楽屋-（2018年3月28 日 - 4月1日）
- asianrib plus2021　お家で楽しむ配信演劇＜The Streaming Theater＞また今度！（2021年3月30日 - 31日、インターネット配信） - シャオシュー 役

### 映画
- BOM!（2001年、監督:鹿島勤）
- アザーライフ（2006年）

### テレビドラマ
- ココだけの話 第9回－C 背後の女（2001年3月、テレビ朝日）
- フレーフレー人生! 第9話（2001年7月、YTV
- 巡査鉄兵の推理日誌2（2001年8月4日、テレビ朝日）
- おいしい女たち（2001年12月、NTV）
- 東京庭付き一戸建て 第2話・第4話（2002年7月、日本テレビ）
- 秋のドラマスペシャル みのもんたの人生相談デカ 〜おもいッきりテレビ殺人事件〜（2002年10月1日、日本テレビ）
- 世にも奇妙な物語 2002 秋の特別編 （2002年10月3日、CX）
- リモート 第6話（2002年10月、日本テレビ） - 飯塚公正 役
- 遺言 桶川ストーカー殺人事件の深層（2002年10月28日、日本テレビ） - 内田 役
- 精霊流し（しょうろうながし）あなたを忘れない 第4-8話・第14話（2002年11月、NHK）
- 日韓合作ドラマ 2004 STAR'S ECHO あなたに逢いたくて（2004年1月30日、フジテレビ/韓国文化放送）
- 愛の劇場 ほーむめーかー 第21話 - 最終話（2004年4月、TBS）
- B☆B BROTHER BEAT ブラザー☆ビート 第8話（2005年10月、TBS）
- 火曜サスペンス - 多数決の殺人目撃者4対1の謎!高層マンションのエレベーターに殺意の超絶トリックが… -（2008年2月19日、テレビ東京）
- 「戦国鍋TV 〜なんとなく歴史が学べる映像〜」（2010年 - 2012年、テレビ神奈川 他）
  - 『戦国鍋武将がよく来るキャバクラ』 - 吉川元春 役
  - 『戦国にほえろ』 - 明智光秀 役
- 水曜ミステリー9 「密会の宿 〜北鎌倉心中　死ねなかった女〜」（2011年12月14日、テレビ東京）

### 吹き替え
- タイムトラベラーの系譜シリーズ（ギデオン〈ヤニス・ニーヴナー（ドイツ語版）〉）

### CM
- ハウス食品 「ビストロシェフ」
- 明治製菓 「Fran」
- アシックス それぞれのアスリート篇
- 味の素 消費者キャンペーン篇

### イベント
- 寿尼参祭（2008年8月9日 - 10日、ウエストエンドスタジオ）[注 2]
- スタジオライフ ファンクラブイベント（2009年2月10日）
- 舞台「フルーツバスケット」感謝祭 （2009年5月30日）
- D☆D 舞台「SWAN」（2009年11月25日） - アフタートークゲストMC
- good morning N°5 株主総会（舞台「君、生きてる意味を知りたがることなかれ！」公開ダメだし＆打ち上げパーティ）（2009年12月10日、新宿LOFT PLUS ONE）
- 萩尾望都 原画展の中のトークイベント（2009年12月19日）
- スタジオライフ ファンクラブイベント（2009年12月26日 - 27日）
- Cooking & Talk Live 『COOKING BOYS』#06（2010年11月27日・12月2日、ザ☆キッチンNAKANO）
- 舞台「abc★赤坂ボーイズキャバレー 2回表」〜前夜祭!〜（2011年8月8日 - 14日、銀座博品館劇場）
- きんかん屋企画「柏英樹のノーサイド」[注 3]（2013年3月11日、キッドアイラックアートホール）